# Pyongsan
Pyongsan (Hán Việt: Bình Sơn) là một huyện thuộc tỉnh Hwanghae Bắc tại Cộng hòa Dân chủ Nhân dân Triều Tiên. Huyện nằm trên một vùng đồng bằng và giáp với Sohung ở phía tây bắc, Singye ở phía đông bắc, giáp với Kumchon ở phía đông và đông nam, giáp với Pongchon của tỉnh Hwanghae Nam ở phía nam, giáp với Rinsan ở phía tây. Năm 2008, dân số của huyện Pyongsan là 123.646 người (59.480 nam và 64.166 nữ), trong đó dân số đô thị là 57.601 người (46,8%), dân số nông thôn là 66.045 người (53,2%).

## Từ nguyên
Trong thời kỳ Nhật Bản chiếm đóng Triều Tiên, huyện này được gọi là Heizan (tiếng Nhật: 平山) và là một phần của tỉnh Kokai hiện không còn tồn tại.

## Đơn vị hành chính
Huyện P'yŏngsan chia thành 1 ŭp (thị trấn), 2 rodongjagu (lao động giả khu) và 20 ri (hương):
| - P'yŏngsan-ŭp - Ch'ŏnhang-rodongjagu - P'yŏnghwa-rodongjagu - Chup'yo-ri - Ch'ŏngsu-ri - Haewŏl-li - Hanp'o-ri - Kit'al-li - Okch'ŏl-li - Pongch'ŏl-li - Pongt'al-li - Pusu-ri | - Rimsal-li - Ryesŏng-ri - Ryonggung-ri - Samch'ŏl-li - Samryong-ri - Sang'am-ri - Sansŏng-ri - Sansu-ri - T'an'gyo-ri - Wahyŏl-li - Wŏlch'ŏl-li |

## Lịch sử
Huyện Pyongsan được gọi là Pyeongju (tiếng Hàn: 평주; Hanja: 平州) dưới thời Goryeo. 4 lãnh chúa đến từ Pyeongju trong thời kỳ Hậu Tam Quốc. Yu Geumpil, người có đóng góp to lớn vào việc thống nhất Hậu Tam Quốc, đến từ Pyeongju. Wang Geon đã kết hôn với 3 người phụ nữ đến từ Pyeongju.

## Công nghiệp

### Mỏ và nhà máy nghiền uranium
Pyongsan là nơi có một trong hai nhà máy nghiền uranium được công bố tại Bắc Triều Tiên. Nhà máy này xử lý than từ một mỏ gần đó để cô đặc uranium tìm thấy trong than thành bánh vàng. Nhà máy này được công bố với cộng đồng quốc tế vào năm 1992. Các ước tính cho thấy công suất sản xuất uranium hàng năm của nhà máy là 300 tấn.
Báo cáo của một nhà nghiên cứu có trụ sở tại Hoa Kỳ vào tháng 8 năm 2019 cho thấy nhà máy đã rò rỉ vật liệu thải, dẫn đến lo ngại về sức khỏe cho những người sống gần nhà máy và lo ngại rằng ô nhiễm sẽ di chuyển xuống sông Ryesong đến vùng biển của Hàn Quốc.  Các vụ rò rỉ đã được 38 North xác minh độc lập. Ngày 28 tháng 8 năm 2019, Bộ Thống nhất Hàn Quốc thông báo rằng việc thử nghiệm một phần sông Hán dọc theo Đường giới hạn phía Bắc đang được tiến hành để xác định mức độ ô nhiễm và liệu có bất kỳ rủi ro bức xạ đáng kể nào tồn tại hay không.

### Bãi rác thải hạt nhân
Năm 2013, Chính quyền Trung ương Triều Tiên và Taipower bắt đầu đàm phán về việc vận chuyển chất thải hạt nhân đến P‘yŏngsan. Thỏa thuận này "trị giá 75,66 triệu đô la Mỹ, dự kiến vận chuyển 60.000 thùng chất thải hạt nhân và thêm 14.000 thùng nữa trong giai đoạn thứ hai, với tổng giá trị là 150 triệu đô la và rằng Bắc Triều Tiên theo đuổi thỏa thuận này như một nguồn ngoại tệ" nhưng đã gặp khó khăn khi Taipower không thể xin được "giấy phép xuất khẩu chất thải từ Hội đồng Năng lượng Nguyên tử Đài Loan" Theo Huang Tien-huang, một quan chức của Taipower, Bắc Triều Tiên đã ngăn cản Taipower xem địa điểm xử lý tại P‘yŏngsan. Do một số vấn đề, hợp đồng cuối cùng đã không được ký kết. Tuy nhiên, Bắc Triều Tiên (thông qua luật sư của mình, Tsai Hui-ling) đang kiện Taipower vì vi phạm hợp đồng.

## Giao thông
P‘yŏngsan được phục vụ bởi các nhà ga sau của Đường sắt Nhà nước Triều Tiên:
- Ga P‘yŏngsan, tuyến P'yŏngbu và Ch'ŏngnyŏn Ich'ŏn;
- Ga Mulgae, tuyến P'yŏngbu
- Ga Taebaeksansŏng, tuyến P'yŏngbu
- Ga Kyejŏng, tuyến P'yŏngbu

## Người nổi tiếng
- Jo Young-nam, Ca sĩ Hàn Quốc
- Nelson Shin, họa sĩ hoạt hình, đạo diễn và nhà sản xuất
- Syngman Rhee, tổng thống đầu tiên của Hàn Quốc